# Giuseppe Lucini
Giuseppe Lucini (Reggio Emilia, Italia, hacia 1770 -?, 1845), escenógrafo italiano activo en Barcelona a principios del siglo XIX.
Se formó con el maestro Francesco Fontanesi, quien le transmite la formación barroca, aunque después Lucini se decanta por neoclasicismo. Amigo, de Cesare Carnevali, fue con él a Barcelona en 1800, con motivo de ser escenógrafo en el nuevo Teatro principal que se estaba construyendo en la ciudad. Hizo un inventario del material escenográfico, restaurando decorados antiguos y creando otros nuevos y el telón de boca del teatro. Se quedó a vivir el resto de su vida en Cataluña, llegando a ser profesor de la Escuela Llotja, y director de escenografía con Bonaventura Planella.
También hay una colaboración suya en Mataró, en el retablo de la parroquia realizado en 1804.
En el fondo de arte del Museo Nacional de Arte de Cataluña se conservan un par de dibujos suyos, Interior de un templo romano (MNAC/GDG/1430/D) y Ciudad amurallada (MNAC/GDG/1431/D), provenientes de la colección de Raimon Casellas.